# Saint-Antonin-du-Var
 Saint-Antonin-du-Var  (en occitano Sant-Antonin-dau-Var) es una población y comuna francesa, en la región de Provenza-Alpes-Costa Azul, departamento de Var, en el distrito de Brignoles y canton de Cotignac.

## Demografía
| 300 | 313 | 288 | 365 | 405 | 482 |
| Para los censos de 1962 a 1999 la población legal corresponde a la población sin duplicidades (Fuente: INSEE [Consultar]) |     |     |     |     |     |